# Koło Bluesa Festival

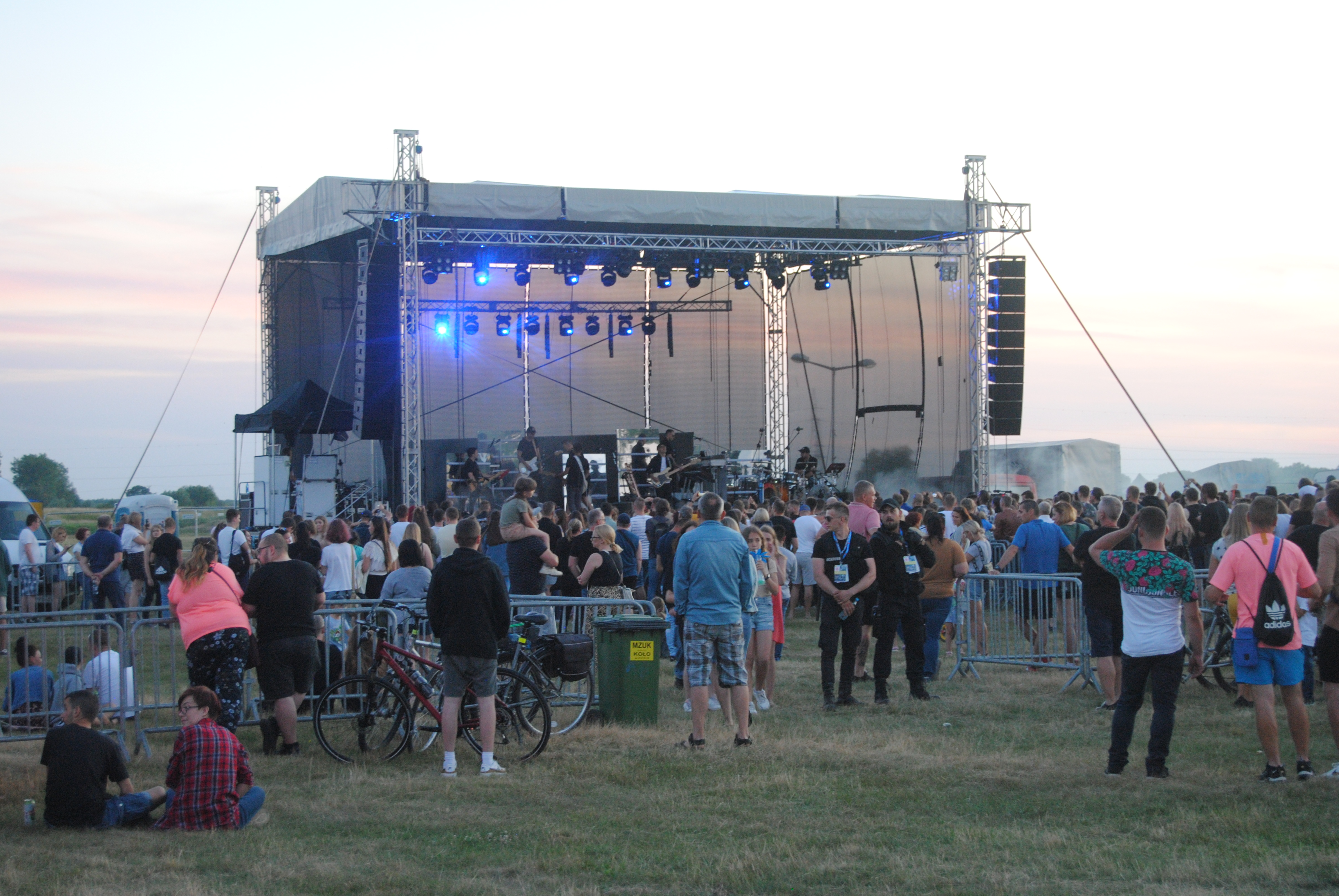
Koncert zespołu Happysad podczas KBF w 2022 roku

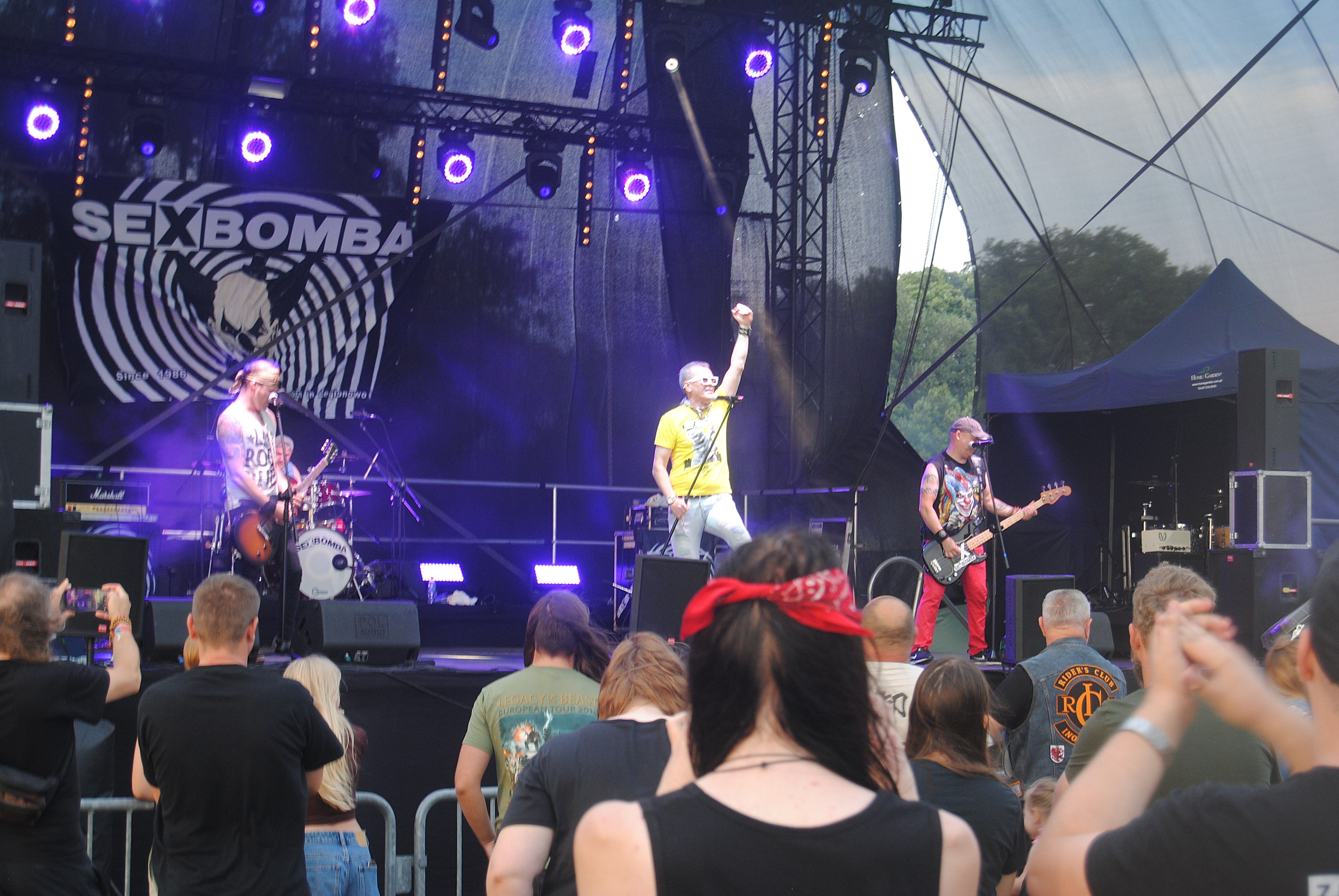
Koncert zespołu Sexbomba podczas festiwalu w 2024 roku

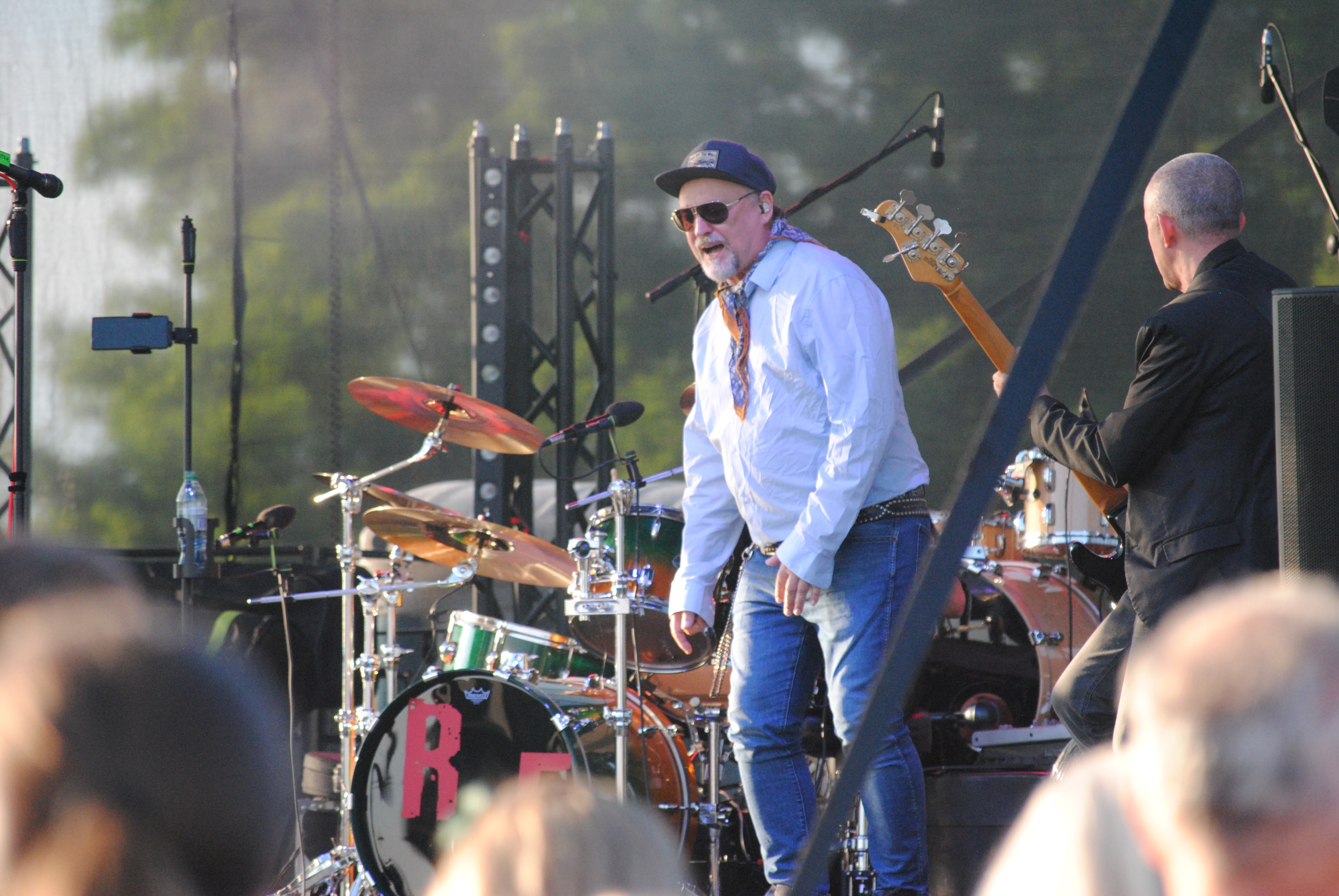
Róże Europy podczas festiwalu w 2025 roku

Koło Bluesa Festival, KBF (wcześniej także: Festiwal Wolnych Ludzi) – festiwal muzyczny połączony ze zlotem motocykli i samochodów, organizowany przez miasto Koło oraz kolskie kluby motocyklowe od 2005 roku w Kole. Festiwal organizowany jest corocznie w drugiej połowie czerwca i trwa dwa dni. 
Festiwal podzielony był na dwie części: Scenę Wolnych Ludzi oraz Galę Niebieskie Ptaki. Niecyklicznie podczas festiwalu organizowana była także Mała Scena im. Witolda Frankiewicza. W pierwszych latach odbywały się także kameralne koncerty akustyczne w kolskim spichlerzu.
Festiwal odbywa się zazwyczaj na nadwarciańskich błoniach, w okolicy kolskiego zamku. Punktem kulminacyjnym festiwalu jest parada motocykli i samochodów przez miasto.

## Historia

### 2005
Pierwsza edycja Koło Bluesa Festival odbyła się 10 września 2005 roku. Podczas pierwszego festiwalu wystąpiły zespoły: Easy Rider, J.J. Band oraz Kapela Jankiela, Nadciśnienie, Blue Sounds i Talking Harp.

### 2006
W 2006 roku festiwal odbył się w dniach 1–3 września. W tym roku po raz pierwszy przyznawano nagrodę Grand Prix im. Witolda Frankiewcza oraz wyróżnienia: „Najlepszy Warsztat” i „Osobowość Sceniczna”. W składzie Jury znaleźli się: Ryszard Gloger, Andrzej „Kiton” Trębacki, Andrzej Jerzyk, Krzysztof Augustynowicz i Tomasz Lipert. Grand Prix otrzymał zespół Blueska, „Najlepszy Warsztat” – Łukasz Wiśniewski z zespołu Siódma w Nocy, a „Osobowość Sceniczna” – Kasia Maliszewska z zespołu Break Time.
Podczas festiwalu zagrały zespoły: Blue Wave, Break Time, The Highway Blues Band, The Town, Black & Blues, Siódma w Nocy, Devil Blues, Krock, Blue Ink, Uszy Duszy, Blueska, Kulisz-Łęczycki-Karkoszka Project, Korek, Tortilla Flat, Blues Flowers, Kasa Chorych, Prosta Sprawa, Marek Wójtowicz oraz Jacek Dewódzki Trio. Obecny był także zespół Retro Blues z Czech oraz Thom Adkins z Kanady.

### 2007
W 2007 roku festiwal odbył się 31 sierpnia i 1 września. 
W jury nagród znaleźli się: Andrzej „Kiton” Trębacki, Iwona Krzyżak, Krzysztof Łukaszewski i Krzysztof Augustynowicz. Grand Prix otrzymał duet Hamkało-Rypina, nagrodę sponsorów zespół Nipu, „Najlepszy Warsztat” – Samuel Owczarek z zespołu Dzieci Bluesa, a „Osobowość Sceniczna” – cały zespół Ghetto.
Pierwszego dnia festiwalu wystąpił zespół Cree z Sebastianem Riedelem. Podczas festiwalu wystąpili także: Nipu, Ghetto, S.O.U.L, Rejazz, Dzieci Bluesa, KF Band, Nadciśnienie, Siódma w Nocy, Ścigani, Obstawa Prezydenta, Harlem, Slow Ride, Błażej Pawlina, Roman Puchowski, duet Hamkało-Rypina oraz Retro Blues i Thom Adkins.

### 2008
W 2008 roku festiwal odbył się 30 i 31 sierpnia.
W jury nagród znaleźli się: Andrzej „Kiton” Trębacki, Iwona Krzyżaniak, Tomasz Gibaszek i Krzysztof Augustynowicz. Grand Prix otrzymał zespół Breakmaszyna, nagrodę sponsorów S.O.U.L, „Najlepszy Warsztat” – Blues from Hell, a „Osobowość Sceniczna” – Paweł Stomma z zespołu Breakmaszyna. W 2008 roku po raz pierwszy zorganizowano Scenę Wolnych Ludzi dla nowych i lokalnych zespołów.
W 2008 roku na festiwalu wystąpili: Najemnik, Superxiu, Grog, Whistlespring Spoon, Ghetto, S.O.U.L, Replika, Honky Tonk, Breakmaszyna, Rabarbar, Blues from Hell, Mojo Hands, Śląska Grupa Bluesowa, Blue Sounds, Cree, Liam MacMhurry oraz Martyna Jakubowicz.

### 2009
W 2009 roku zorganizowano jubileuszowy, piąty festiwal. Odbył się on 28 i 29 sierpnia. W tym roku nie odbył się konkurs, a jedynie prezentacja i występy dotychczasowych laureatów i gości. Drugiego dnia festiwalu zorganizowano także galową scenę „Niebieskich Ptaków”.
W 2009 roku na festiwalu zagrali: The River, Ghetto, Blueska, Breakmaszyna, Acoutree, KF Band, Black Sun, Ścigani, Zdrowa Woda, Kasa Chorych, Birma Blues Band, Freedom i Mandalay.

### 2010
W 2010 roku festiwal odbył się 27 i 28 sierpnia. Pierwszego dnia festiwalu, z powodu mocnego wiatru, organizatorzy byli zmuszeni przerwać koncerty.
W 2010 roku na festiwalu zagrali: Wolna Sobota, 5 Rano, Kodex Blues, Najemnik, Nocna Zmiana Bluesa, Vintage, Gienek Loska, Bracia i Siostry, Why Ducky i The Power Band. Z powodu wiatru odwołano koncerty zespołów: Zydeco Flow, Policja Federalna i 4 Szmery.

### 2011
W 2011 roku festiwal odbył się 1 i 2 lipca. Podczas festiwalu zagrali: 4 Szmery, Dammit, Rewizor, Cree, Just Landed, Ashtray, Highway, Orkiestra Tanio, Black Sun, Exces z Krzysztofem Jaryczewskim, Złe Psy i Duchy Ognia. 

### 2012
W 2012 roku festiwal odbył się w dniach 6–8 lipca. Podczas festiwalu zagrali: No Way, Blueska, 4 Szmery, The Moongang, Ashtray, domniemani, Johnny Coyote, Roxta, Ghetto i Jan Gałach Band.

### 2013
W 2013 roku festiwal odbył się 27 i 28 czerwca. Podczas festiwalu zagrali: Szulerzy, Blueska, Harlem, Lilith, Drinkbar, Manson Band, Crazy Crackers i Babsztyl.

### 2014
W 2014 roku festiwal odbył się w dniach 27–29 czerwca. Podczas festiwalu zagrały zespoły: Bartek Miarka Band, Kobranocka, Dr Blues, Jaw Raw, King Rocker, Blueska i Kiton!, Wild Shooter Band oraz Cheap Tobacco.

### 2015
W 2015 roku festiwal odbył się 26 i 27 czerwca. Gwiazdą festiwalu był zespół Dżem, poza tym wystąpili także: Zdrowa Woda, Karen's Diet, Vintage, Trick Beck, Cranks, Leslau, Nadciśnienie, Podróbka i Rewizor. W 2015 roku w paradzie motocykli i innych pojazdów ulicami miasta brało udział ponad 1000 pojazdów.

### 2016
W 2016 roku festiwal odbył się 24 i 25 czerwca. Podczas festiwalu zagrali: Vaflarro, Breakmaszyna, Koniec Świata, Oddział Zamknięty, Ray, Muchy, Ghetto, Czarny Ziutek z Kilerami i Seven Sages.

### 2017
W 2017 roku festiwał miał miejsce 23 i 24 czerwca. Podczas festiwalu zagrały zespoły: Czarno-Czarni, Róże Europy, Roy, Big Up!, Traffic Junky, Leszek Cichoński, Band z PSM, Czarny Ziutek z Kilerami i Karen's Diet.

### 2018
W 2018 roku festiwal i zlot motocyklowy odbył się 29 i 30 czerwca. Na festiwalu zagrali: Oxyal, Karen's Diet, Marek Piekarczyk, Farben Lehre, Konkubent, 2Late, Blues Flowers i Jacek Dewódzki Band.

### 2019
W 2019 roku festiwal miał miejsce 28 i 29 czerwca. Na festiwalu zagrały zespoły: Father's Friend, Ray, Ira, Anielski Orszak, Golden Life, Chłopcy z Placu Broni, Kruk i 4 Szmery.

### 2020 i 2021
W 2020 i 2021 roku festiwal nie odbył się z powodu pandemii COVID-19.

### 2022
Festiwal odbył się 24 i 25 czerwca. Po dwuletniej przerwie, w 2022 roku na festiwalu zagrali: Happysad, Szulerzy, Krzysztof Kasowski, Püdelsi, Anielski Orszak, Konkubent, Johnny Trzy Palce i eRii.

### 2023
W 2023 roku festiwal nie odbył się z powodu braku funduszy, zamiast tego, 24 czerwca, odbyła się parada motocykli.

### 2024
W 2024 roku festiwał odbył się w dniach 28 i 29 czerwca. Na festiwalu wystąpili: Maciej Balcar, Sexbomba, TSA MNKWL, Strachy na Lachy, UNU – Tribute to Perfect, Rockbaret, Rey i Experiment.

### 2025
W 2025 roku festiwal odbył się 27 i 28 czerwca. Podzielony był na dwie części, pierwszego dnia odbyła się Powiatowa Scena Muzyczna, organizowana przez powiat kolski, podczas której wystąpiły amatorskie zespoły i muzycy z  powiatu kolskiego. Następnie odbył się koncert zespołów Czarny Ziutek z Kilerami, Red Lips i S.E.L.. Następnego dnia na festiwalu zagrali 6OR9 Plays Hendrix, Róże Europy, Akurat i Blues Bastard.